# Xian d'Akqi
Cette page contient des caractères spéciaux ou non latins. S’ils s’affichent mal (▯, ?, etc.), consultez la page d’aide Unicode.
Le xian d'Akqi (阿合奇县 ; pinyin : Āhéqí Xiàn ; ouïghour : ئاقچى ناھىيىسى / Akçi Nahiyisi) est un district administratif de la région autonome du Xinjiang en Chine. Il est placé sous la juridiction de la préfecture autonome kirghiz de Kizilsu.

## Climat
Les températures moyennes pour la ville d'Akqi vont de -7,8 °C pour le mois le plus froid à +19,4 °C pour le mois le plus chaud, avec une moyenne annuelle de +6,9 °C (chiffres arrêtés en 1990).

## Démographie
La population du district était de 34 579 habitants en 1999.